# Aleutka
Aleutka (in russo Aлеутка?) è una località di 800 abitanti situata nel Krai di Kamčatka, in Russia.